# Edvard Hugo von Zeipel
Edvard Hugo von Zeipel (1873 – 1959) était un astronome suédois. 
Hugo von Zeipel participa à des expéditions scientifiques au Spitzberg en 1898, 1901 et 1902. Il travailla à l'observatoire de Stockholm de 1897 à 1900, à l'observatoire de Poulkovo de 1901 à 1902, à l'observatoire de Paris de 1904 à 1906 et à celui d'Uppsala à partir de 1911. Ses domaines d'étude étaient la mécanique céleste, l'astrophotographie, et l'astrophysique théorique. En 1924, il a publié le théorème de von Zeipel.     

## Publications
- Angenäherte Jupiterstörungen für die Hecuba-Gruppe (1902)
- Recherches sur les solutions périodiques de la troisième sorte dans le problème des trois corps (1904)
- Catalogue de 1571 étoiles dans l'amas globulaire Messier 3 (1906)
- Sur l’application des séries de M. Lindstedt à l'étude du mouvement des comètes périodiques (1909)
- Recherches sur la constitution des amas globulaires (1913)
- Recherches sur le mouvement des petites planètes (1-4, 1916-17)
- Photometrische Untersuchungen der Sterngruppe Messier 37 (tillsammans med J. Lindgren, 1921)

## Éponymes
- Le cratère Von Zeipel sur la Lune.
- L'astéroïde (8870) von Zeipel découvert le 6 mars 1992.